# Terminal de Folkestone du tunnel sous la Manche
Ne doit pas être confondu avec Gare de Folkestone Central.
Le terminal de Folkestone, également appelé Terminal Victor Hugo ou simplement UK Terminal est une gare ferroviaire britannique de la navette d'Eurotunnel, située sur le territoire de la commune de Cheriton, près de Folkestone (Angleterre).
Ce terminal sert à embarquer des véhicules tels que des voitures ou des autobus, sur des trains spécialement conçus à cet effet.
Les trains partant de ce terminal arrivent au terminal de Coquelles.